# The Upcoming Terror
The Upcoming Terror è il primo album del gruppo musicale thrash metal tedesco Assassin, pubblicato nel gennaio 1987.
Consolidata la formazione ufficiale, la band iniziò a incidere il primo demo Holy Terror e successivamente The Saga of Nemesis, rispettivamente nel 1985 e nel 1986. I demo vendettero non poche copie per una band emergente ancora senza contratto, e così la King Classic Records propose la firma di un impegno agli Assassin, che preferirono aspettare. Subito dopo essersi esibiti dal vivo con i Deathrow, a novembre, ottenuto il contratto con SPV/Steamhammer, il gruppo iniziò a registrare il suo album di debutto, ossia The Upcoming Terror.
Il presente disco è da ritenersi molto vario, con brani violenti e aggressivi che si incentrano su veloci riff che risentono dell'impronta dei Venom, con urli strazianti che possono far ricordare la voce di Paul Baloff degli Exodus.

## Tracce
1. Forbidden Reality – 5:32
2. Nemesis – 3:51
3. Fight (to Stop the Tyranny) – 2:29
4. The Last Man – 6:55
5. Assassin – 5:56
6. Holy Terror – 4:57
7. Bullets – 4:13
8. Speed of Light – 2:52

## Formazione
- Robert Gonnella - voce (1983-1989, 2002-presente)
- Jürgen "Scholli" Scholz - chitarra (1984-1987, 2002-presente)
- Dinko Vekic - chitarra (1983-1989, 2002-2005)
- Markus "Lulle" Ludwig - basso (1983-1989)
- Andreas "Psycho Danger" - batteria (1983-1987)